# Technischer Konfektionär
Der Technische Konfektionär ist ein in Deutschland staatlich anerkannter Ausbildungsberuf nach dem Berufsbildungsgesetz (BBiG). Die Dauer der Ausbildung beträgt drei Jahre. Die Ausbildung erfolgt an den Lernorten Betrieb und Berufsschule. Die Ausbildungsvorschriften wurden im Jahr 2010 aktualisiert.

## Berufsbild
Der Beruf ersetzt seit 1997 den Ausbildungsberuf des Kunststoff- und Schwergewebekonfektionärs, der 1981 den Ausbildungsberuf des Zeltmachers ablöste. Die Geschichte dieses Handwerks reicht bis in die Antike zurück.
Technische Konfektionäre arbeiten in Werkstätten oder Werkhallen von Unternehmen, die technische Konfektionsware für z. B. Sonnenschutz, Umweltschutz, Bautechnik, Transport- und Schutztechnik herstellen. Dabei wählen sie textile Werk- und Hilfsstoffe, Folien, Verbundstoffe und Zubehör nach Einsatzgebieten und Wirtschaftlichkeit aus und verwenden diese. Sie müssen Arbeitsschritte und Arbeitsabläufe planen, technische Unterlagen fertigen und anwenden, Werk- und Hilfsstoffe zuschneiden und Verbindungen durch Nähen, Schweißen und Kleben herstellen. Technische Konfektionäre reparieren technische Konfektionsware und Zubehör, beurteilen deren Qualität und ergreifen qualitätssichernde Maßnahmen.

## Zwischen- und Abschlussprüfung

### Zwischenprüfung
Um dem Auszubildenden eine Information über seinen Leistungsstand zu geben, ist in diesem Ausbildungsberuf eine Zwischenprüfung vorgesehen. Im Prüfungsbereich „Fügetechnik“ soll der Auszubildende beispielsweise nachweisen, dass Skizzen und Fachzeichnungen erstellen und anwenden, sowie Teile mit vertikalen und horizontalen Nähten zu einem Produkt zusammenfügen und Maßnahmen zur Arbeitsorganisation, zur Sicherheit und zum Gesundheitsschutz bei der Arbeit, zum Umweltschutz, zur Kundenorientierung, zur Wirtschaftlichkeit und zur Qualitätssicherung berücksichtigen kann.
Die Zwischenprüfung wird in Form einer Arbeitsprobe mit einem situativen Fachgespräch durchgeführt. Weiterhin muss der Auszubildende schriftliche Aufgabenstellungen bearbeiten. Die Prüfungszeit beträgt insgesamt sechs Stunden. Innerhalb dieser Zeit wird sowohl ein situatives Fachgespräch von höchstens 10 Minuten Dauer mit dem Auszubildenden geführt, wie auch die schriftlichen Aufgabenstellungen von 120 Minuten bearbeitet.

### Abschlussprüfung
Durch die Abschlussprüfung wird auch in diesem Beruf die berufliche Handlungsfähigkeit festgestellt.

Die Abschlussprüfung besteht aus insgesamt drei Prüfungsbereichen:
1. Prüfungsbereich „Konfektion technischer Textilien“: Der Auszubildende soll in diesem Prüfungsbereich zwei textile Produkte herstellen und dabei verschiedene Fügetechniken wie Schweißen, Nähen oder Kleben anwenden, sowie alle dazugehörenden produktbezogene Bestimmungen und Normen anwenden. Der Auszubildende fertigt in insgesamt acht Stunden zwei Prüfungsstücke an und dokumentiert seine Arbeit mit praxisbezogenen Unterlagen. Er führt auch hier mit dem Prüfungsausschuss ein Fachgespräch, diesmal jedoch von höchstens 20 Minuten Dauer.
2. Prüfungsbereich „Planung und Fertigung“: Der Auszubildende soll in diesem Prüfungsbereich in 180 Minuten schriftliche Aufgabenstellungen bearbeiten und dabei alle Zusammenhänge zwischen Materialien, Verarbeitungstechnik und Verwendungszweck berücksichtigen und technische Zeichnungen erstellen und auswerten.
3. Prüfungsbereich "Wirtschafts- und Sozialkunde: Der Auszubildende soll in diesem Prüfungsbereich in 60 Minuten nachweisen, dass er allgemeine wirtschaftliche und gesellschaftliche Zusammenhänge der Berufs- und Arbeitswelt darstellen und beurteilen kann.

#### Gewichtung der Prüfungsbereiche
Die Prüfungsbereiche werden wie folgt gewichtet:

| Konfektion technischer Textilien | 60 Prozent |
| Planung und Fertigung            | 30 Prozent |
| Wirtschafts- und Sozialkunde     | 10 Prozent |

#### Bestehensregelung
Der Auszubildende hat seine Abschlussprüfung bestanden, wenn die Leistungen
1. im Gesamtergebnis mit mindestens „ausreichend“,
2. in mindestens zwei Prüfungsbereichen mit mindestens „ausreichend“ und
3. in keinem Prüfungsbereich mit „ungenügend“ bewertet worden sind.

Eine mündliche Ergänzungsprüfung von etwa 15 Minuten Dauer ist in den Prüfungsbereichen „Planung und Fertigung“ oder „Wirtschafts- und Sozialkunde“ möglich, wenn damit die Abschlussprüfung bestanden werden kann. Voraussetzung ist, dass diese Prüfungsbereiche mit schlechter als „ausreichend“ bewertet wurden. Eine mündliche Ergänzungsprüfung zur Verbesserung der Note ist nicht möglich.